# Museo de Arte de Cleveland
El Museo de Arte de Cleveland es el museo de bellas artes y arqueología estadounidense, de la ciudad de Cleveland, en el estado de Ohio. Es uno de los museos más acaudalados y reputados del país; cuenta con un fondo económico de 755 millones de dólares y acoge unos 700.000 visitantes anuales. El edificio fue construido en 1916 por los arquitectos Benjamin S. Hubbell y Dominick W. Benes siguiendo un estilo neogriego. En 1973 se añadió un ala realizada por Marcel Breuer.
Entre 2001 y 2014 el edificio del museo vivió varias fases de ampliación y modernización, según diseños del arquitecto uruguayo Rafael Viñoly. Cerró temporalmente en 2005, aunque mantuvo abierta una exhibición sobre su futuro y prestó parte de sus colecciones almacenadas a otros museos, como el Getty Center de Los Ángeles. El museo reabrió su sede principal ya renovada en 2008, si bien el conjunto no quedó terminado hasta 2014; en total suma 55.000 metros cuadrados de exposición.

## Colección
El museo posee una extensa colección, organizada en 16 departamentos; incluye arte americano precolombino y de los indios de Norteamérica, arte chino y coreano, arte islámico, grabados y fotografías, esculturas y orfebrería medieval...

### Pintura
Entre sus pinturas renacentistas y barrocas, hay ejemplos de Fra Angelico, Gerard David, Lucas Cranach el Viejo, Andrea del Sarto, Caravaggio (La crucifixión de San Andrés), Tiziano, Lorenzo Lotto, Georges de La Tour, Frans Hals, Rubens, Nicolas Poussin, Francisco de Zurbarán, Bartolomé Esteban Murillo… El museo alberga también importantes obras de arte del siglo XIX y modernas, desde Goya, Corot, Delacroix, Ingres y Turner hasta Picasso y Andy Warhol, pasando por Van Gogh, Cézanne, Modigliani, Marcel Duchamp, Jackson Pollock, etc.

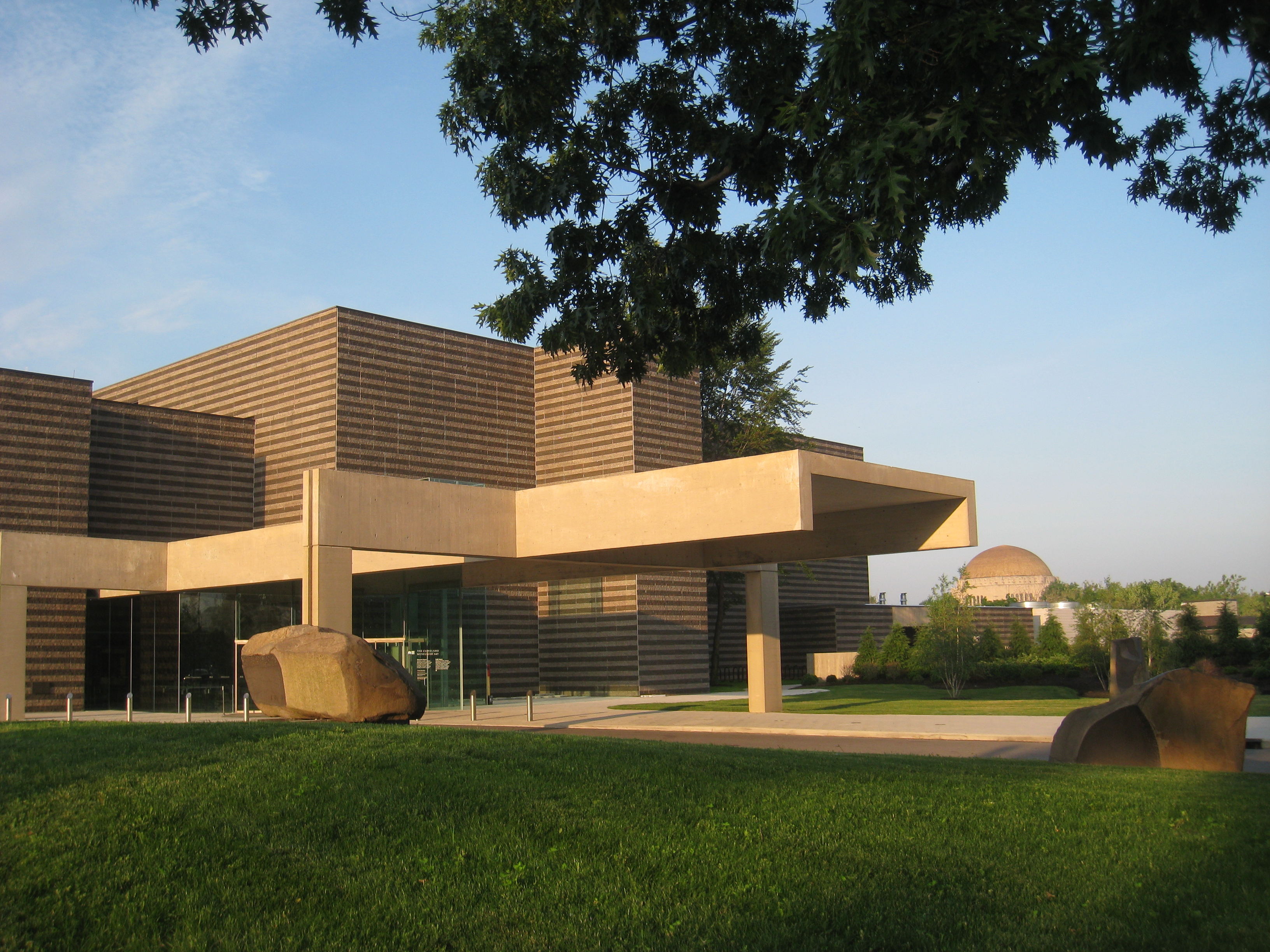
Acceso al nuevo edificio de la ampliación.

Hay que reseñar dos obras: La vida, obra capital del Periodo azul de Picasso, y el Retrato de Tieleman Roosterman de Frans Hals, adquirido en 1999 por 12,8 millones de dólares. Esta obra había sido expoliada durante la época nazi a la Familia Rothschild, que al recuperarla medio siglo después decidió subastarla.

### Grabados
Una sección importante del museo es la de grabados, con ejemplos de Mantegna y Rembrandt. Pieza clave de este conjunto y de todo el museo es el grabado Combate de hombres desnudos, de Antonio del Pollaiolo; se considera la estampa más importante del siglo XV italiano, y el ejemplar del museo (adquirido a los príncipes de Liechtenstein) es el más temprano y mejor de los conservados en todo el mundo dado que muestra la composición en su estado inicial, grabada a punta seca, antes de que la matriz fuese retallada, una intervención que dio a la imagen contrastes más duros. Este museo guarda también importantes dibujos, como el único boceto conocido para los cuadros Adán y Eva de Durero del Prado: un estudio del brazo de Eva sosteniendo la manzana.

### Escultura
Un réplica en bronce de El pensador, de Auguste Rodin, preside la escalinata de la fachada principal del museo. Lo singular de esta obra de Rodin es que fue dañada por un atentado con explosivos en 1970, posiblemente en señal de protesta por la guerra de Vietnam; los responsables del museo optaron por no repararla y mantenerla expuesta tal cual, como testimonio de aquella convulsa época en el país.
El museo cuenta con una estatua griega de bronce del dios Apolo, que pudiera ser original de Praxiteles; se pensaba que era un Apolo sauroctono pero ahora se cree que representa al dios matando a Pitón. Hacia 2004 se generó cierta controversia al sospecharse que la obra había sido expoliada en tiempos modernos, pero los análisis no hallaron restos en ella que delatasen un adquisición reciente.

### Códices
Como elemento singular del patrimonio del museo esta el Libro de Horas de Carlos III el Noble, un excelente y ejemplar libro de horas adquirido por el rey de Navarra, Carlos III el Noble hacia principios del siglo XV, posiblemente en París y que a mediados del siglo XIX formaba parte del legado de la familia Rothschild que, finalmente, fue adquirido por este centro artístico.

## Galería de obras
|                                    |
| Caravaggio, Martirio de San Andrés |

|                                  |
| Mattia Preti, San Pablo Ermitaño |

|                                            |
| Frans Hals, Retrato de Tieleman Roosterman |

|                                                         |
| Rubens, Diana y sus ninfas preparándose para la cacería |

|                                            |
| Zurbarán, Jesús niño en la casa de Nazaret |

|                                              |
| Georges de La Tour, La negación de san Pedro |

|                                          |
| Pieter de Hooch, Interior con personajes |

|                                         |
| Jean-Baptiste Oudry, Bodegón con conejo |

|                                       |
| Libro de Horas de Carlos III el Noble |